# Twinight

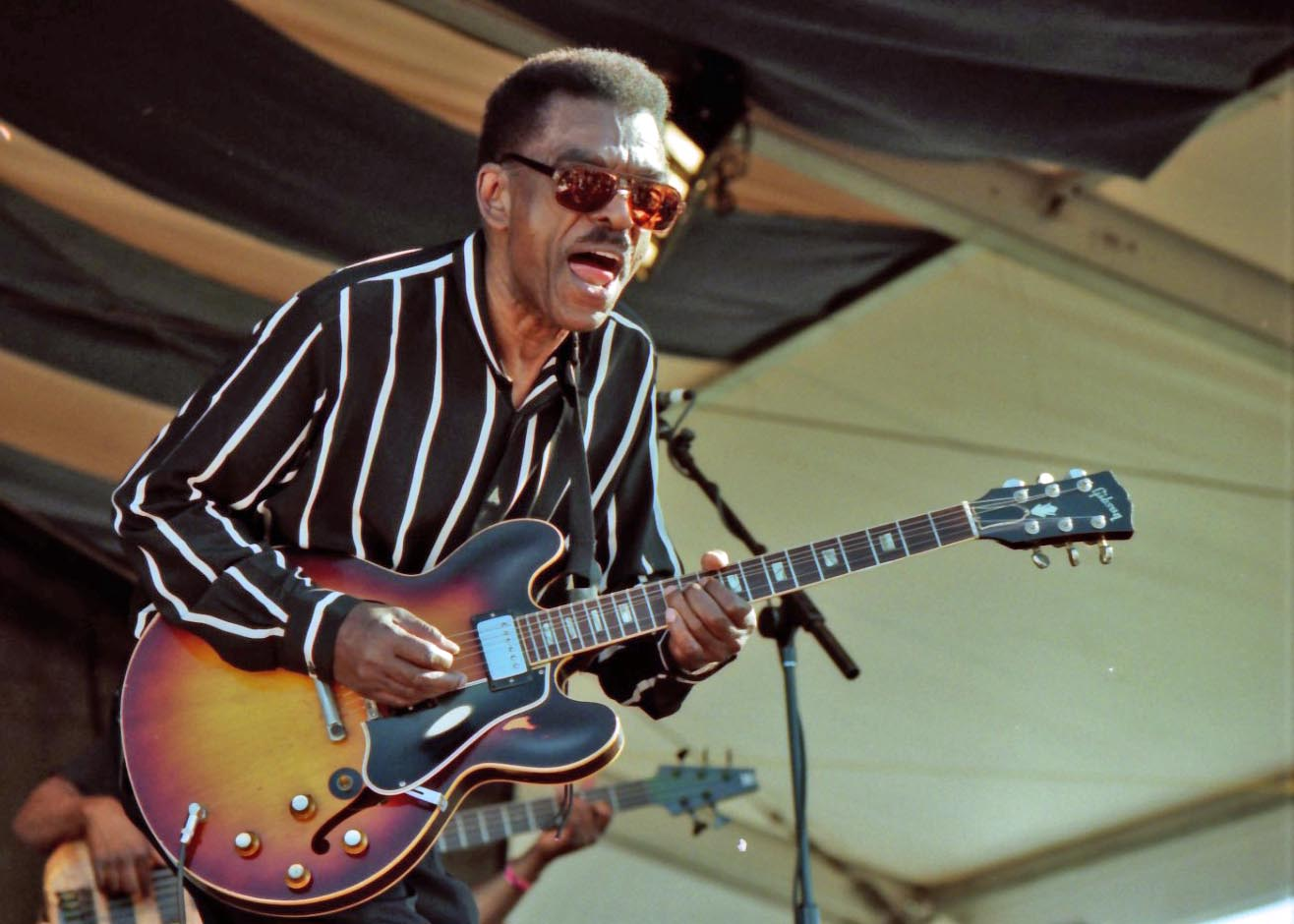
Syl Johnson.

Twinight est le label d'une compagnie de disque indépendante fondée en 1967 à Chicago par Howard Bedno et Peter Wright. Spécialisé dans le R&B et la soul music, le label s'est appelé en fait, pendant quelques mois, Twilight Records jusqu'à ce que l'on découvre qu'une autre société possédait déjà ce nom de Twilight,. 
En cinq ans, le label a sorti (ou du moins enregistré) 55 singles et a été classé sept fois. La vedette du label en était, dès le départ et jusqu'en 1971, Syl Johnson, un chanteur, guitariste et harmoniciste de blues américain. Syl Johnson était la vedette de Twinight Records et en était également l'un des principaux producteurs pour d'autres groupes, notamment des artistes de Chicago attirés par sa présence dans ce label. Il était devenu un partenaire des fondateurs. En 1971, il quitte ce label  pour Hi Records. Peu de temps après cette défection, le label cesse son activité,,.
Parmi les succès de Johnson chez Twinight figurent notamment Come on Sock it to Me en 1967, et Is It Because I'm Black" en 1969. Certains titres de Syl Johnson ont été enregistrées avec Willie Mitchell à Memphis, mais c'est finalement ce Willie Mitchell qui a attiré Syl Johnson chez Hi Records en 1971. 